# 나카자와 소타
나카자와 소타(일본어: 中澤 聡太, 1982년 10월 26일 ~ )는 일본의 전 축구 선수이다.

## 구단 경력
과거 가시와 레이솔, FC 도쿄, 감바 오사카, 가와사키 프론탈레, 세레소 오사카에서 활동하였다.

## 국가대표팀 경력
그는 2001년 FIFA 세계 청소년 축구 선수권 대회에 참가할 일본 U-20 국가대표팀에 발탁되었으며, 3경기에 출전했다.